# SS 433
SS 433は、わし座の方角、地球からおよそ1万8,000光年離れた場所にある、非常に奇妙な連星で、これまで観測された中で最も興味深い天体の一つである。
X線連星かつ食連星で、主星は恒星質量ブラックホール、もしくは中性子星であり, pp. 23–24.、伴星は晩期のA型超巨星と推定されている。またSS 433は最初に発見されたマイクロクエーサーである。

## 命名
ケース・ウェスタン・リザーブ大学の天文学者ニコラス・サンデュリュークとブルース・スティーヴンソンによる、強い水素のHα輝線を持つ恒星の捜索の結果、彼らの1977年版の星表へ433番目に収録されたのが、この天体の最初の記録であることから、二人の頭文字（Sanduleak & Stephenson）と収録順を合わせ、SS 433と命名された。その後、SS 433は食変光星であることもわかり、「わし座V1343星」という変光星名も付けられている。

## 位置
SS 433は、1万7,000年から2万1,000年前に爆発したと推測される超新星の超新星残骸W50（マナティー星雲）の中に位置している。主星は、超新星爆発を起こした恒星の核が崩壊して残ったコンパクト星である。SS 433は、わし座の方角に地球からは約1万8000光年の距離にある。可視光での視等級は14等級で、X線源、電波源でもある。

## 星系
主星は、伴星から急速に質量を奪い、その周囲に降着円盤を形成している。降着円盤は、周囲を回転しながら主星に落ち込み、その過程で非常に高温へと熱せられて強いX線を放射し、高温の水素でできたジェットを回転の軸に沿って円盤の上下方向に噴出している。ジェットを構成する物質は、光速の約26%の速度で移動している, pp. 23-24; , p. 508.。伴星の初期質量は恐らく主星の初期質量より小さかったため、伴星の方が寿命が長くなっていると考えられる。主星の質量は太陽質量の1.9倍から4.9倍、伴星は太陽質量の8.5倍から12.7倍と見積もられている。主星と伴星は、その共通重心の周りを太陽半径のおよそ58倍の距離をとって、約13.1日の周期で公転している, p. 510.。

## 観測データ

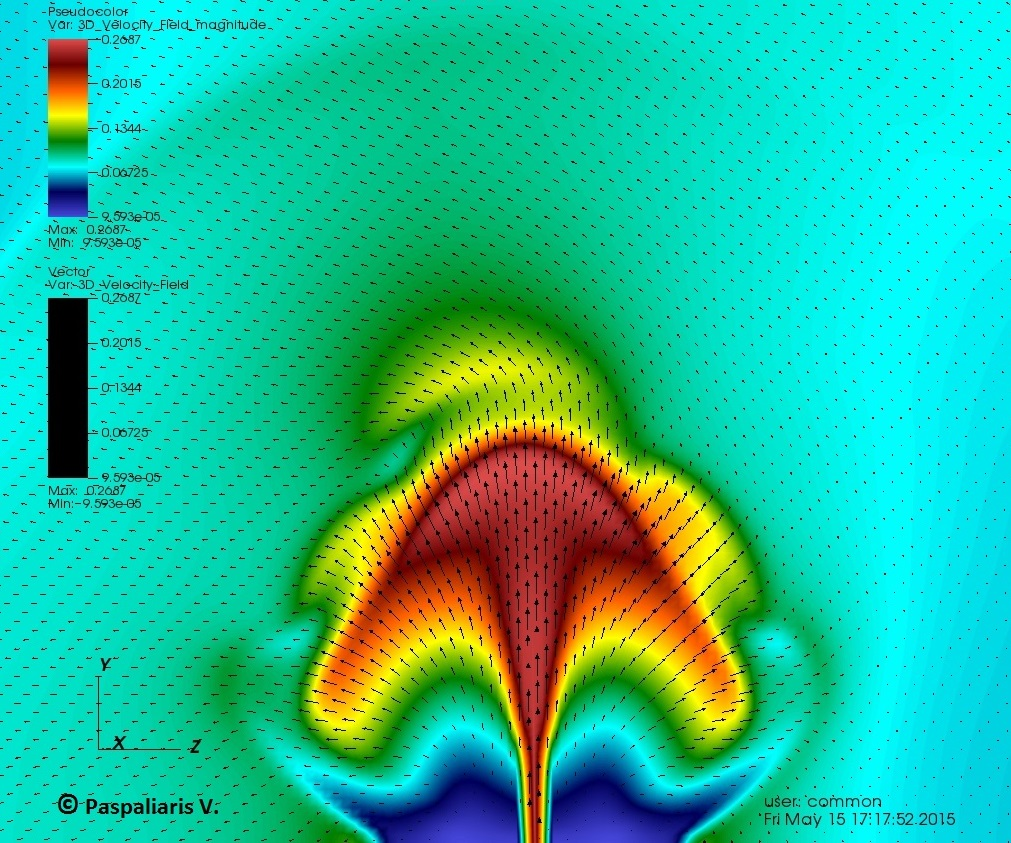
2次元で視覚化したジェットのプラズマの速度場

主星からのジェットは、降着円盤と垂直に放出されている。主星は歳差運動しており、歳差の軸は視線方向から約79°傾斜している。ジェットと歳差運動の軸との間の角度は約20°であり、歳差周期は約162.5日である。歳差運動するということは、ジェットが地球の方向に近づく向きに噴き出す時と、地球から遠ざかる向きに噴き出す時とがあり、観測されるスペクトルはそれぞれ青色側、赤色側にドップラー偏移を引き起こす, p. 508.。また、歳差運動によって、ジェットのらせん状構造は、主星から離れるにつれ円錐状に広がっている。ジェットが超新星残骸と衝突することで、W50（マナティー星雲）はジェットの噴き出す方向へ引き延ばされた形に歪んでいる。
2004年には、VLBAによる42日間連続の観測が行なわれ、ジェットについて新しいデータが得られ、その理解が進んだ。ジェットは、噴き出した後単調に暗くなるのではなく、降着円盤から少し離れた所で明るくなっていた。しかも、常に同じ場所で明るくなるわけでもなく、いくつかジェットを明るくする場所があるようだった。ジェットが明るくなるのは、星周物質と衝突するためと考えられ、その物質はジェットとは別の降着円盤風と予想されている。
SS 433のスペクトルは、視線方向の運動によるドップラー偏移だけではなく、特殊相対性理論的ないわゆる「横ドップラー効果」の影響も受けている。即ち、ドップラー偏移の効果を除いても、秒速約1万2000kmに相当する赤方偏移を受けており、これは地球から遠ざかる星系の実際の視線速度ではなく、時間の遅れによるものだと考えられている。相対論的に運動するジェットが観測者からは遅れて見えるので、励起した原子の振動も遅れて見え、放射される電磁波が赤方偏移する, p. 508.。
2011年、VLTと補償光学を組み合わせた観測によって、SS 433のブラックホールを取り巻く降着円盤から垂直に噴き出すジェットの姿を直接撮影することに成功した。写し出されたジェットの姿は、予測された歳差運動による円錐状の構造や、ROSATがとらえたX線放射の構造とよく一致していることが確認された。